# New Beaver
New Beaver es un borough ubicado en el condado de Lawrence en el estado estadounidense de Pensilvania. En el año 2000 tenía una población de 1,677 habitantes y una densidad poblacional de 45 personas por km².

## Geografía
New Beaver se encuentra ubicado en las coordenadas 40°52′46″N 80°22′21″O / 40.87944, -80.37250.

## Demografía
Según la Oficina del Censo en 2000 los ingresos medios por hogar en la localidad eran de $36,333 y los ingresos medios por familia eran $39,492. Los hombres tenían unos ingresos medios de $31,509 frente a los $21,838 para las mujeres. La renta per cápita para la localidad era de $15,893. Alrededor del 10.4% de la población estaba por debajo del umbral de pobreza.